# Sid Jacobson
Sidney Jacobson (n. 20 octombrie 1929, New York City, New York, SUA – d. 23 iulie 2022) a fost un scriitor american, care a lucrat la redactarea și publicarea cărților de benzi desenate și a romanelor grafice de non-ficțiune. El a fost redactor responsabil și redactor-șef la Harvey Comics. Jacobson este cunoscut, de asemenea, pentru colaborările sale târzii cu artistul Ernie Colón, mai ales la romanele grafice de non-ficțiune The 9/11 Report: A Graphic Adaptation și Anne Frank: The Anne Frank House Authorized Graphic Biography.

## Biografie
Sid Jacobson a absolvit liceul Abraham Lincoln și apoi Universitatea din New York, unde s-a specializat în jurnalism. Primele sale locuri de muncă după absolvire au fost la tabloidul new york-ez The Compass și la ziarul specializat în cursele hipice The Morning Telegraph.
În anii 1950 și 1960, în timp ce lucra la editura Harvey Comics, Jacobson a scris cântece pentru vedete ale muzicii pop ca Frankie Avalon („A Boy Without a Girl”), Earl Grant („(At) The End (of a Rainbow)”), Dion and the Belmonts și Johnny Mathis - în ciuda faptului că Jacobson nu cunoștea notele muzicale. În cadrul companiei Harvey el l-a cunoscut pe artistul desenator Ernie Colón, ale cărui creații le-a redactat timp de mulți ani acolo și la Star Comics.
După o perioadă lungă de colaborare cu Harvey Comics, Jacobson a plecat pentru a deveni redactor executiv la Marvel Comics, unde a contribuit la fondarea revistei de benzi desenate pentru copii Star Comics. În afară de redactarea revistei Star, Jacobson a scris scenariul unor seriale de benzi desenate precum Wally the Wizard și Top Dog. El a scris adaptările pentru benzi desenate ale filmelor Santa Claus: The Movie (1985), Labirintul (1986), Pinocchio and the Emperor of the Night (1987) și Elvira, Mistress of the Dark (1988).
În această perioadă, Jacobson a publicat romanul Streets of Gold (Pocket Books, 1985), o istorie ficționalizată a călătoriei de imigrare a familiei sale din ștetl-ul din Rusia până în Statele Unite ale Americii.
Jacobson a revenit la Harvey Comics la începutul anilor 1990, elaborând printre altele un serial de benzi desenate pentru Hanna-Barbera, povești originale inspirate de personajele serialelor de desene animate de la televiziune.
În 2006, Jacobson și vechiul său coleg de la Harvey Ernie Colón au format o echipă scriitor-ilustrator pentru elaborarea unui roman grafic inspirat din Raportul Comisiei 9/11 și intitulat The 9/11 Report: A Graphic Adaptation. În 2008 ei au publicat o continuare de 160 de pagini: After 9/11: America's War on Terror. Colaborările ulterioare cu Colón includ A Graphic Biography: Che, lansat în 2009; și Anne Frank: The Anne Frank House Authorized Graphic Biography, publicat în 2010 de către Hill & Wang în SUA și de Uitgeverij Luitingh în Țările de Jos.

## Viața personală
Jacobson a avut doi copii, Seth și Kathy. El a locuit în Los Angeles.

## Premii
Sid Jacobson a obținut în 2003 Premiul Inkpot.

## Romane grafice
- The Ultimate Casper the Friendly Ghost ISBN: 1-4165-0797-3
- The Ultimate Casper Comics Collection ISBN: 1-59687-823-1
- The Ultimate Hot Stuff ISBN: 1-4165-0835-X
- Streets of Gold (ca „Sidney Jacobson”) (Pocket Books, 1985) ISBN: 0-671-44214-7
- Pete Reiser: The Rough-and-Tumble Career of the Perfect Ballplayer (McFarland & Company, 2004) ISBN: 0-7864-1876-1
- The 9/11 Report: A Graphic Adaptation cu Ernie Colón (Hill & Wang, 2006) ISBN: 1-4177-5788-4
- After 9/11: America's War on Terror (2001- ) cu Ernie Colón (2007) ISBN: 0-8090-2370-9
- A Graphic Biography: Che (2009) cu Ernie Colón ISBN: 978-0-8090-9492-9
- Anne Frank: The Anne Frank House Authorized Graphic Biography cu Ernie Colón (Hill & Wang, 2010)